# Клик измама
Клик измамата е вид интернет престъпление, което възниква като плащане на всяко кликване при интернет рекламата – когато човек, автоматизиран скрипт или компютърна програма следва легален потребител на уеб браузър, чрез кликване върху реклама, с цел да получи такса на всяко кликване, без да има действителен интерес към целта на рекламната препратка. Клик измамата е повод за провеждащите се и нарастващи съдебни спорове, за това че рекламните мрежи са основните облагодетелствани страни от тази измама.
Употребата на компютър за извършването на тази интернет измама е углавно престъпление, както например е обхванат в наказателния кодекс на Калифорния, САЩ. Осъществявани са и арести, свързани с клик измамата, по отношение на злонамерени кликвания, с цел разрушаването на конкурентен, рекламен бюджет.

## Плати-на-клик
Плати-на-клик рекламата, или PPC рекламата, е споразумение, в което уебмастърите (операторите на уеб сайтове), в качеството си на издатели, показват препратки от рекламодатели в замяна на такса срещу всяко кликване. С растежа на тази индустрия, редица рекламни мрежи са се развивали, като посредници между тези две групи (издатели и рекламодатели). Всеки път, когато валиден уе потребител кликне върху реклама, рекламодателите плащат на рекламната мрежа, която на свой ред плаща част от тези пари на издателя. Тази система за разпределение на приходите се счита като повод за клик измамата.

## Недоговорени страни
Вторичен източник на клик измамата са недоговорените страни, които не са част от каквото и да е споразумение за плащане на клик. Този вид измама е още по-труден за полицията, защото извършителите обикновено не могат да бъдат съдени за нарушаване на договора или да бъдат обвинени в измама. Примери за недоговорени страни са:
- Конкуренти на рекламодателите: Тези страни могат да искат да навредят на конкурент, който рекламира на същия пазар, чрез кликване на техни реклами. Извършителите не се облагодетелстват пряко, но принуждават рекламодателите да плащат за неподходящи кликвания, като по този начин отслабват или отстраняват даден конкурент.
- Конкуренти на издателите: Тези хора могат да искат да инсценират ситуация, в която да изглежда, че издателят кликва върху собствените си реклами. Рекламната мрежа може да прекрати всякакви взаимоотношения. Много издатели разчитат на приходите от реклама и могат да бъдат изкарани от бизнеса, заради такава атака.
- Други злонамерени намеси: Освен вандализъм, има множество поводи да се желае вредата както на рекламодателя, така и на издателя, от хора, които дори не получават финансови облаги. Мотивите включват политическо или лично отмъщение. Тези случаи често са най-сложни, тъй като е много трудно да се намери виновника, и ако се намери, има малко првни действия, които могат да се предприемат срещу него.
- Приятели на издателя: Понякога, щом разберат, че издателя печели от натискания върху рекламата му, поддръжник на издателя (привърженик, член на семейството, личен приятел) започва да кликва, с цел да помогне. Това може да се счита за подкрепа. Това обаче може да има обратен ефект, когато издателя (не приятеля) бъде обвинен в клик измама.